# Merchandise Mart
Pour les articles homonymes, voir Merchandise Mart (homonymie).
Le Merchandise Mart, ou plus familièrement le Mart, est un grand magasin de style Art déco de la ville de Chicago, dans l'État de l'Illinois, aux États-Unis. Lors de son inauguration en 1930, il devient le bâtiment le plus imposant du monde avec ses 372 000 m2 de planchers,. Il est célèbre dans le monde entier et est l'équivalent du Harrods à Londres ou des Galeries Lafayette à Paris. Il accueille en moyenne 20 000 visiteurs par jour,.
Propriété de la famille de Marshall Field de 1930 à 1946, le Merchandise Mart fut conçu pour permettre de réunir dans un même bâtiment à la fois les acheteurs et les vendeurs du marché de gros à Chicago. La tour centrale du bâtiment comprend 25 étages et s'élève à une hauteur de 103,6 mètres. La conception et l'apparence massive du Merchandise Mart en font un bâtiment représentatif du mercantilisme du début du XXe siècle.
Le bâtiment est situé au 222 Merchandise Mart Plaza, dans le quartier de Wolf Point (secteur de Near North Side) et au confluent des trois bras de la rivière Chicago. Il a été conçu par Graham, Anderson, Probst & White, une firme d'architectes de Chicago responsable du Wrigley Building et du musée Field. Le Merchandise Mart est resté un haut lieu de la vente au détail et en gros, accueillant près de 20 000 visiteurs et employés par jour,.
Le Merchandise Mart est si vaste qu'il possédait son propre code postal (60654) jusqu'en 2008, lorsque le service postal a attribué le code postal à une partie de la zone environnante,. En 2010, le bâtiment a ouvert ses salles d'exposition Design Center au public. Des piédestaux de bustes de commerçants célèbres sont érigés sur l'esplanade située face à l'immeuble.

## Histoire

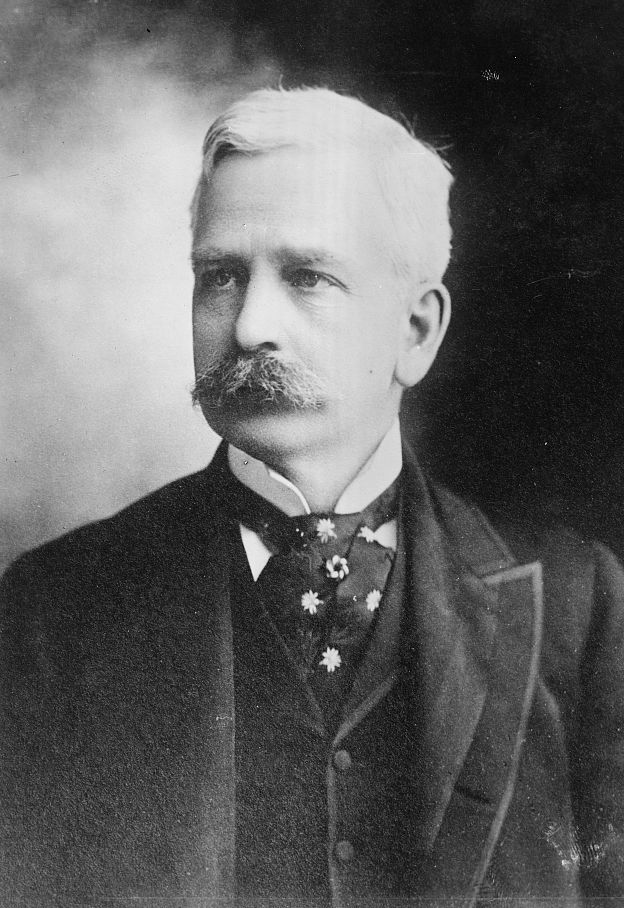
L'homme d'affaires Marshall Field (1834-1906).

Le Merchandise Mart fut construit à la demande du chef d'entreprise, philanthrope et détaillant Marshall Field. James Simpson, président de la société Field et de la Chicago Plan Commission (en français « Commission du Plan de Chicago »), souhaita regrouper en un seul et unique bâtiment toutes les activités de vente en gros de la société Field. À ce moment-là, les activités de l'entreprise étaient dispersées à travers 13 entrepôts situés aux quatre coins de la ville.
En 1942, la famille Skaggs s'associa avec trois hommes d'affaires pour former un partenariat nommé « Owners Service Company ». Le siège social de la compagnie déménagea de Waterloo, dans l'Iowa, au Merchandise Mart. En 1977, la firme d'architectes Skidmore, Owings and Merrill (SOM) conçut l'Apparel Center, situé du côté ouest d'Orleans Street, ce qui permit d'augmenter la superficie du bâtiment à 580 000 m2. L'utilisation des places, des esplanades et des belvédères rendit les bords de la rivière Chicago accessibles pour les employés et les visiteurs. En 1988, l'architecte Helmut Jahn conçut une passerelle piétonne au-dessus d'Orleans Street reliant le Mart et l'Apparel Center. Entre 1946 et 1998,, le bâtiment fut la propriété de la famille Kennedy, célèbre famille américaine du monde des affaires et de la politique. Les revenus générés par les activités du bâtiment devinrent la principale source de richesse de la famille Kennedy, notamment en tant que source de financement des campagnes politiques. En janvier 1998, la famille Kennedy vendit la propriété à la Vornado Realty Trust, une société spécialisée dans l'investissement immobilier, pour une somme s'élevant à plus de 625 millions de dollars (992,4 millions de dollars en 2022). Au moment de son rachat, le Merchandise Mart fut la dernière entreprise toujours en exploitation de la famille Kennedy. Cette même année, Merchandise Mart Properties, Inc. (MMPI) fut également acquise par Vornado pour 450 millions de dollars en espèces et une participation de plus de 100 millions de dollars dans Vornado,. Au début de l'année 2007, la valeur du bâtiment fut évaluée à environ 917 millions de dollars.

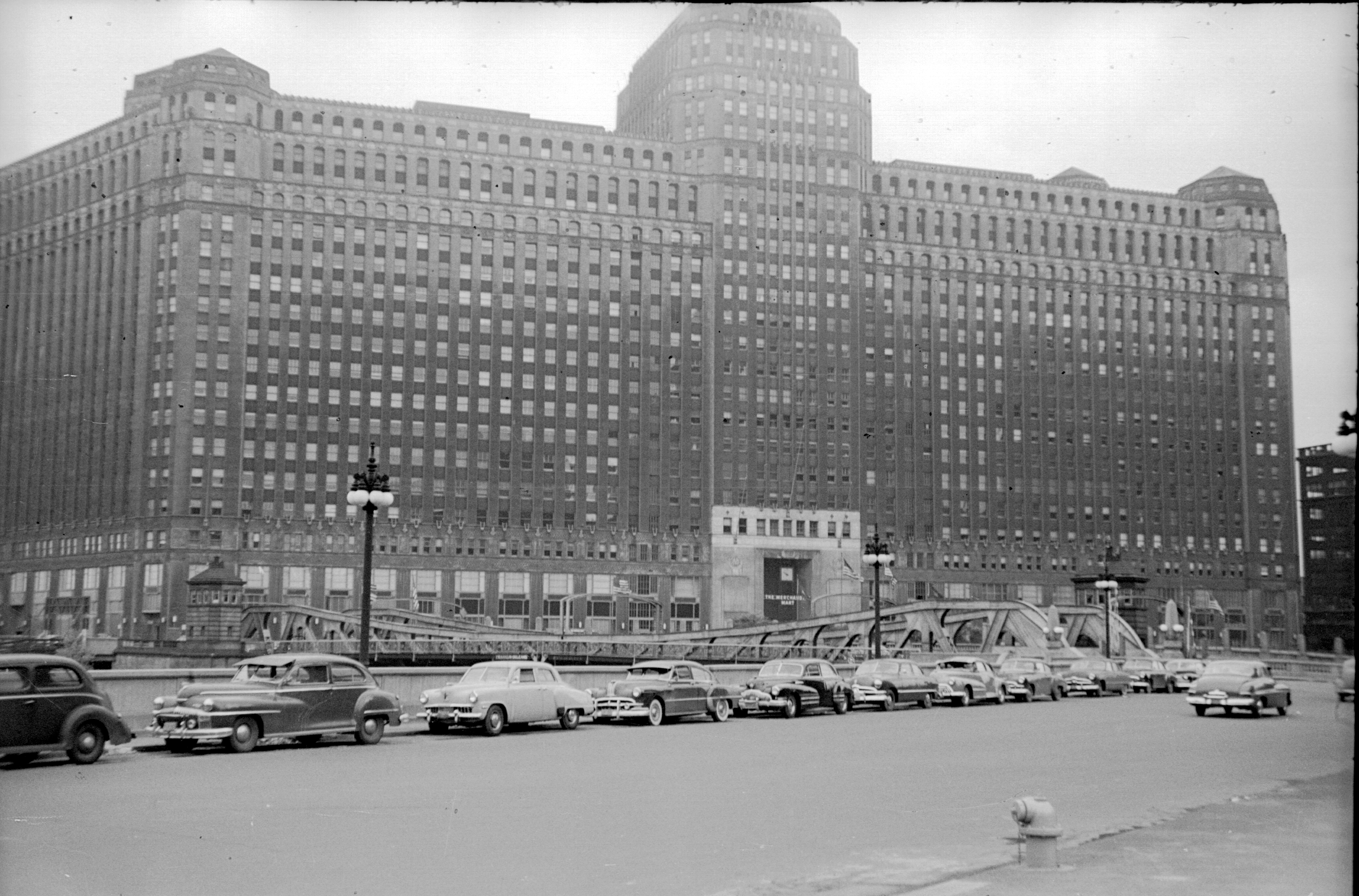
Le Merchandise Mart en 1950.

Depuis, le Merchandise Mart abrite plusieurs autres entreprises, dont les Shops at the Mart (un groupe de commerces occupant les deux premiers étages du bâtiment), le campus de Chicago de l'Illinois Institute of Art (une école d'art à but lucratif), l'entreprise américaine des télécommunications Motorola Mobility, et la filiale Grainger Technology Group de l'entreprise américaine Grainger. Un bureau de poste américain (United States Postal Service) se trouve au premier étage et un emplacement de l'entreprise spécialisée dans le transport international de fret FedEx au deuxième étage.

## Description

### Situation et activités

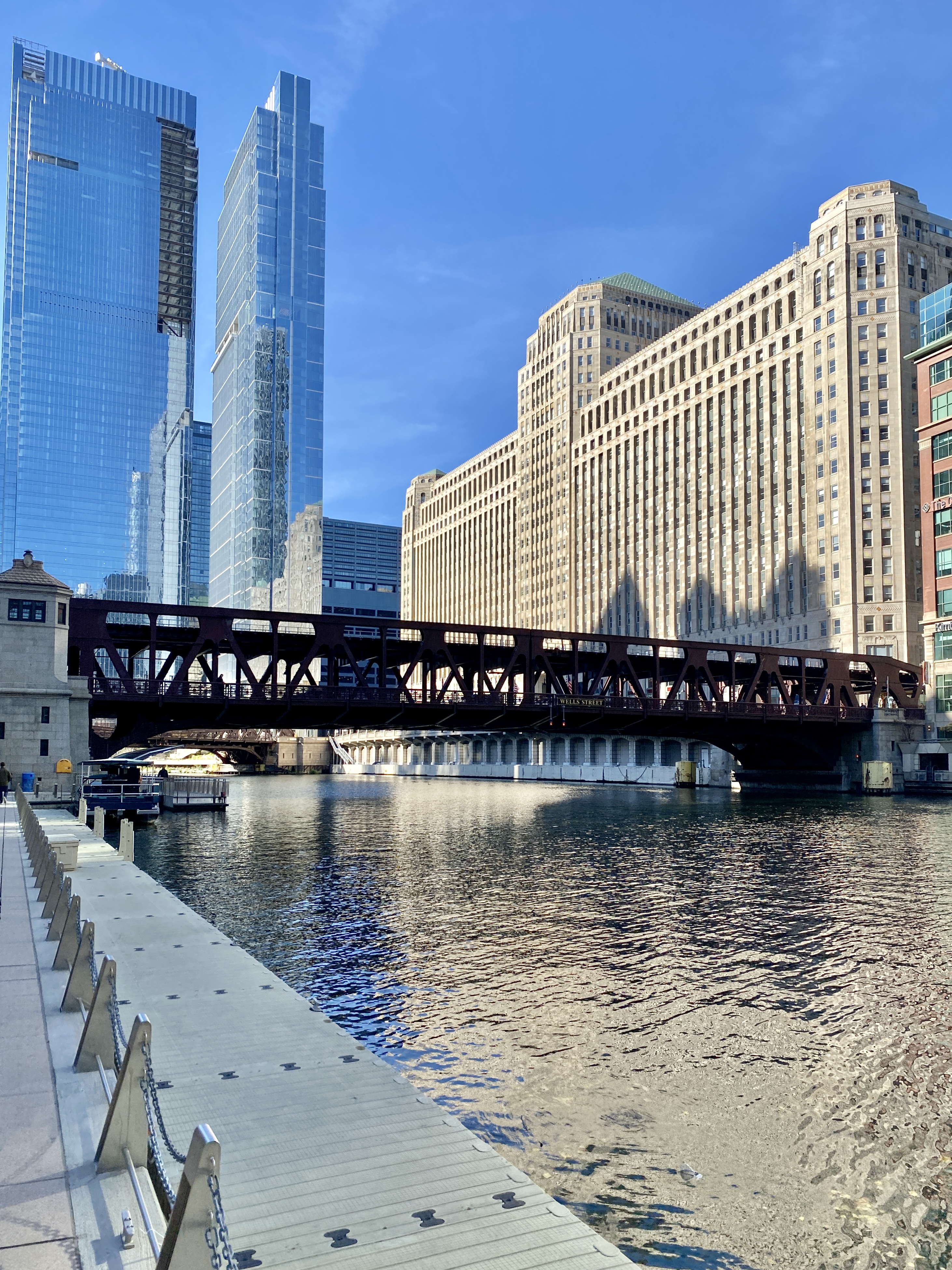
Le Merchandise Mart vu depuis la Chicago Riverwalk.

Situé en bordure de la rivière Chicago, non loin de la confluence entre ses branches nord et sud, le Merchandise Mart se trouve dans la partie est du quartier résidentiel et commercial de Wolf Point, dans le coin sud-ouest du secteur de Near North Side et à proximité immédiate du secteur financier du Loop. Le bâtiment servit à l'origine d'entrepôt de gros à Marshall Field. Les activités du bâtiment constituent aujourd'hui l'une des principales locomotives dans le tissu économique de Chicago et l'un des principaux novateurs dans les domaines de la culture, de l'art, du commerce, de la vente au détail, des affaires, de la mode, et des médias.
En tant que plus grand bâtiment commercial privé des États-Unis, il s'agit également de l'un des principaux bâtiments commerciaux au monde, de l'un des principaux centres de conception en gros et du principal emplacement commercial international à Chicago. Couvrant une surface de 372 000 m2, il s'étend sur deux pâtés de maisons, s'élève sur 25 étages et est visité par une moyenne de 30 000 personnes chaque jour et près de 10 millions de personnes par an. L'un des clients les plus notables du Mart fut le sultan de Brunei Hassanal Bolkiah qui dépensa 1,6 million de dollars pour meubler son palais. Il affirma notamment que le Mart fut le seul endroit au monde où il put atteindre son objectif en seulement une semaine.
Jusqu'en 2004, le Merchandise Mart abritait le siège de la Chicago Transit Authority (CTA), l'agence publique chargée de la gestion des transports en commun (bus et métro) dans la ville de Chicago. La compagnie possède depuis lors son propre bâtiment au 567 West Lake Street dans le quartier de West Loop, non loin du centre-ville de Chicago.
Le Merchandise Mart se trouve à proximité immédiate de l'immeuble abritant le siège du Chicago Sun-Times et entre deux bâtiments historiques inscrits au patrimoine de la ville de Chicago : le Montgomery Ward Company Complex (à l'ouest) et le Reid, Murdoch & Co. Building (à l'est). Ils sont tous deux inscrits sur de prestigieuses listes liées à la protection du patrimoine comme le National Historic Landmark (NHL) et le Registre national des lieux historiques (National Register of Historic Places ; NRHP) au niveau fédéral, et les Chicago Landmarks (CL) au niveau municipal.

### Conception du bâtiment

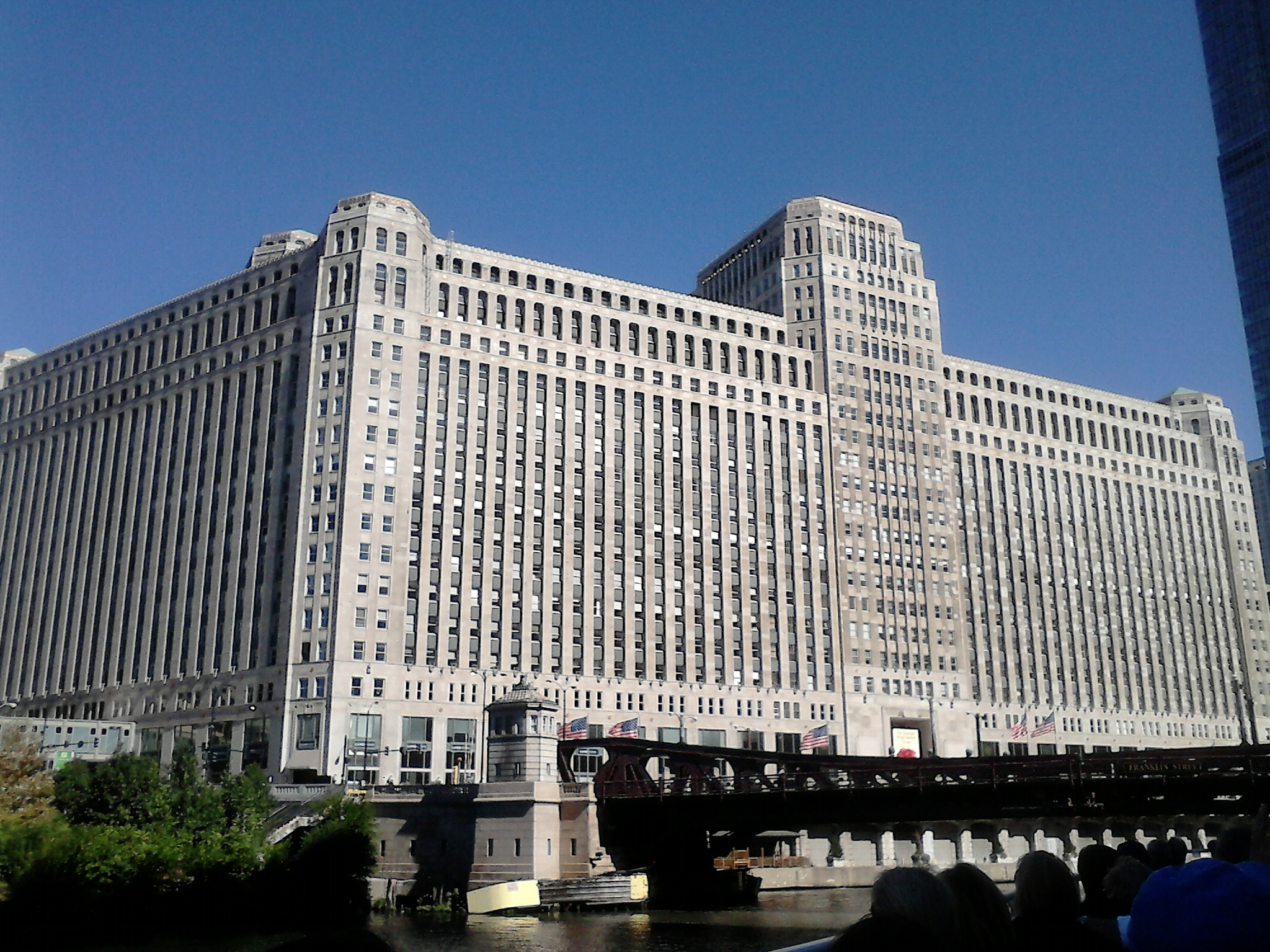
Le Merchandise Mart.

Le Merchandise Mart fut conçu dans le style Art déco par le cabinet d'architectes de Chicago Graham, Anderson, Probst & White. Le projet des investisseurs était de faire du bâtiment une « ville dans la ville ». À l'instar du Chicago Board of Trade Building (1930, 184 m), du Carbide & Carbon Building (1929, 153 m) et du Old Dearborn Bank Building (1928, 91,4 m), le Merchandise Mart est l'un des rares bâtiments Art déco de Chicago. Environ 2 500 hommes travaillèrent à temps plein sur le chantier et 5 700 autres travaillèrent par alternance. Le projet de construction dura environ un an et demi jusqu'aux premiers mois de la Grande Dépression. Le bâtiment devint l'un des plus vastes du centre de Chicago et ses fondations reposèrent sur près de deux pâtés de maisons.
Le Mart nécessita environ 29 millions de briques, 64 kilomètres (40 miles) de plomberie, 610 km (380 miles) de câblage, près de 4 millions de verges cubes (3 100 000 m3) de béton, 200 000 cubes pieds (5 700 m3) de pierre, et 4 000 fenêtres. L'entreprise spécialisée dans la fabrication d'acier Bethlehem Steel fournit une grande partie des 60 000 tonnes d'acier qui furent nécessaires pour la construction. Le bâtiment comprit environ 10 km (7,5 miles) de couloirs et plus de 30 ascenseurs. Le coût de construction du Mart s'éleva à 38 millions de dollars (624 millions de dollars en 2022).
Le bâtiment devint le plus grand du monde en termes de surface au plancher mais fut dépassé en 1943 par le Pentagone lors de son achèvement. Il se situe maintenant à la 44e place sur la liste des plus grands bâtiments du monde. Autrefois reconnu comme étant à la 1re place du plus grand espace commercial au monde, il fut dépassé en 2013 par le New Century Global Center à Chengdu (Chine), qui est aujourd'hui reconnu par le Livre Guinness des records comme détenant le record. Chaque soir, la façade du bâtiment est illuminée pendant environ deux heures. Connu sous le nom de « Art on theMART », cinq nuits par semaine et dix mois par an, des représentations diverses sont projetées sur son immense façade.

### Architecture

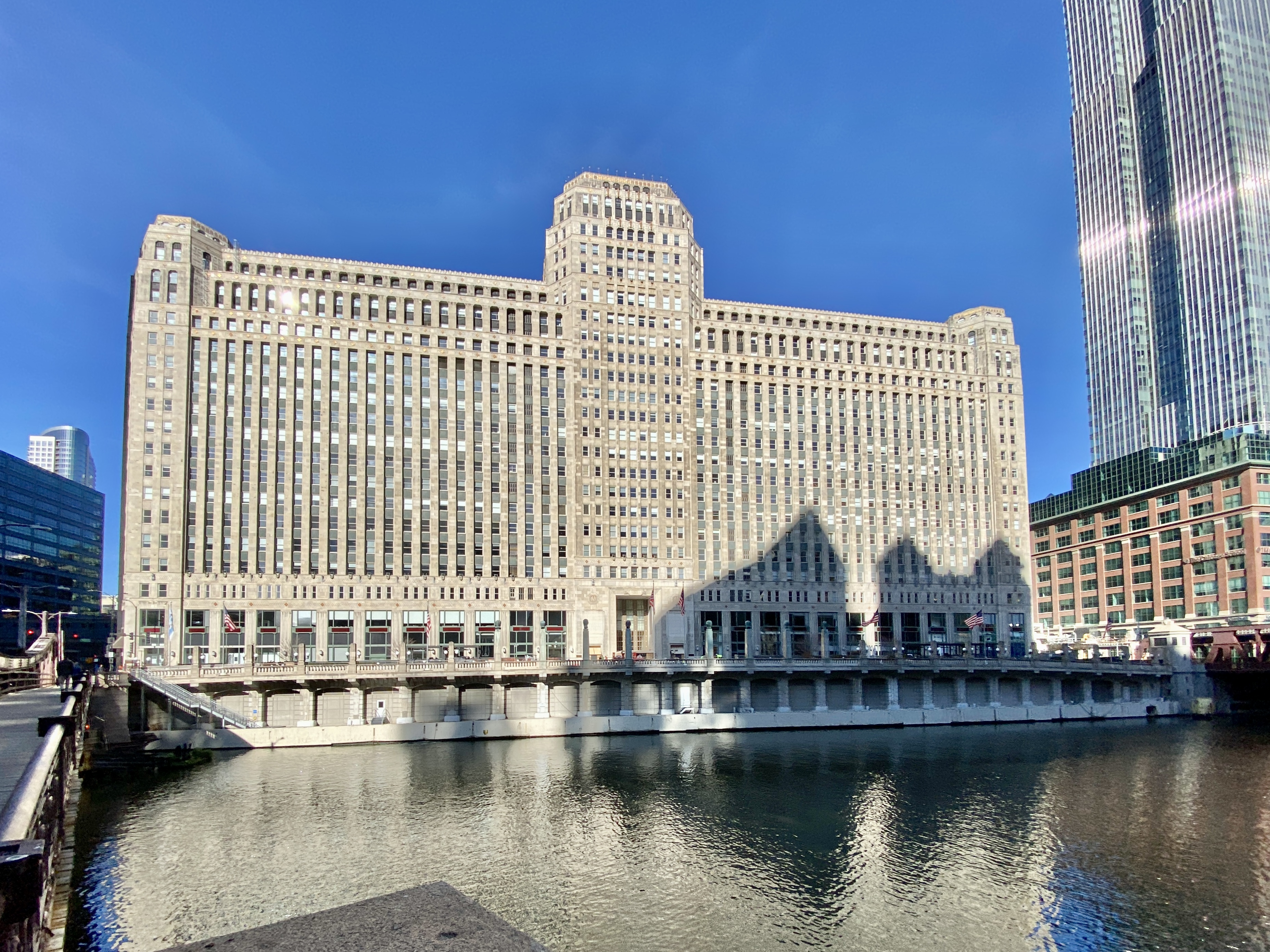
Le Mart vu depuis la rivière Chicago.

Le bâtiment a une forme trapézoïdale avec un côté en diagonal donnant sur Orleans Street. Alfred P. Shaw, un des architectes de Graham, Anderson, Probst & White, a intégré des éléments de style Art déco parmi les influences esthétiques et architecturales de trois types de bâtiments : l'entrepôt, le grand magasin et le gratte-ciel.
Le bâtiment est entièrement revêtu de calcaire et de terre cuite, tandis que sa structure est constituée d'une charpente en acier. Au niveau du rez-de-chaussée, les vitrines du bâtiment sont encadrées de bronze, typique des grands magasins de l'époque. La tour centrale repose dans la moitié sud du bâtiment face à la rivière Chicago ; elle comprend 25 étages et s'élève à une hauteur de 103,6 m avec un pic en forme de gratte-ciel et un toit de forme pyramidale.
Plusieurs panneaux surélevés du bâtiment sont ornés de médaillons représentant les initiales entrelacées en forme de couronne du Merchandise Mart. Ce même logo est visible dans tout le bâtiment. Il s'agit d'une référence à l'histoire du site et aux premières années d'activités commerciales qui firent l'essor économique de Chicago.

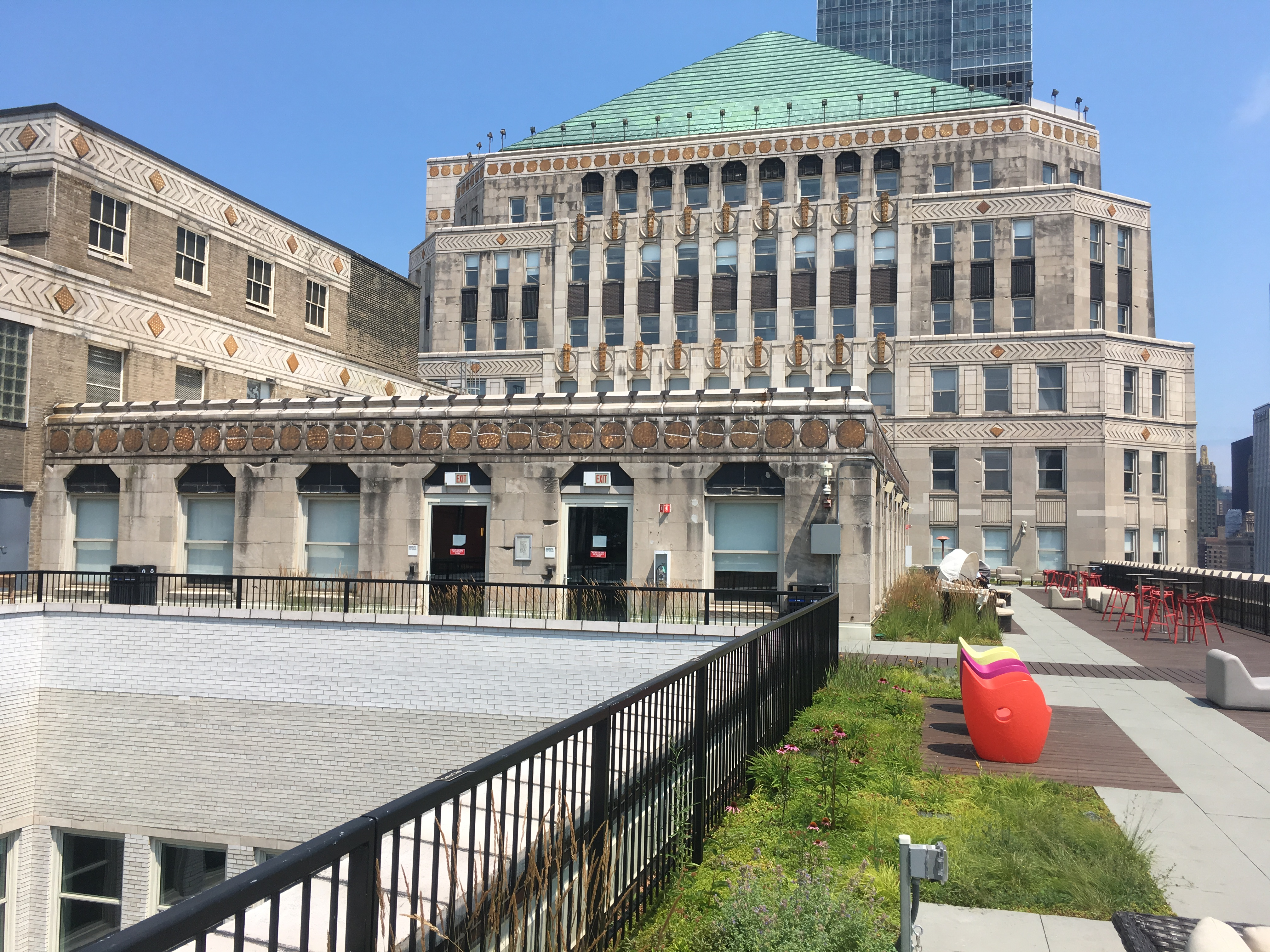
Vue depuis la terrasse sur le toit.

Composée de 17 peintures murales, la frise du muraliste et architecte Jules Guerin (1866-1946) constitue l'élément principal du hall du bâtiment et illustre graphiquement le commerce à travers le monde, dont les pays d'où proviennent certains articles vendus dans le bâtiment. Les peintures murales représentent le monde industriel et ses productions, le principal mode de transport et le style architectural dominant de 14 pays différents. S'appuyant sur ses nombreuses années d'expérience en tant que scénographe, Guerin réalisa les peintures murales en rouge arborées de feuilles d'or et utilisa une technique produisant des couches d'images distinctes dans des plans successifs. Dans un panneau représentant l'Italie, le verre de Murano (une verrerie vénitienne) apparaît au premier plan avec des bateaux de pêche amarrés sur le Grand Canal et la façade du palais des Doges (aussi appelé « palais Ducal ») s'élève au-dessus des tours de la place Saint-Marc à Venise.

## Accessibilité
Le bâtiment est accessible depuis la station Merchandise Mart du métro de Chicago. La station est desservie par la ligne brune et par la ligne mauve (uniquement en heure de pointe), il s'agit de la dernière station avant le Loop en venant de Kimball ou de Linden. Le bâtiment est également accessible grâce au vaste réseau de bus urbains de la Chicago Transit Authority (CTA) qui permet de s'y rendre aisément. La station est conforme à l'Americans with Disabilities Act of 1990 (« Loi sur les Américains avec handicap de 1990 »). Les tourniquets sont situés à l'intérieur du bâtiment au deuxième étage, tandis que les quais sont reliés au côté est du bâtiment. La plate-forme en direction nord est accessible par un pont aérien ou un ascenseur. Il a été reconstruit en 1988, avant la reconstruction du pont de Wells Street en 1989.

## Dans la culture populaire
- Dans le film Appelez nord 777 (titre original : Call Northside 777) réalisé par Henry Hathaway et sorti en 1948, le bâtiment est vu depuis les bureaux du journal Chicago Times sur Wacker Drive[29].
- Dans le film Le Grand Saut (The Hudsucker Proxy) réalisé par Joel Coen et sorti en 1994, le hall du bâtiment sert de décor pour l'intérieur du siège social de l'entreprise fictive de la Hudsucker Company[30].
- Un court métrage d'une durée de huit minutes appelé The Merchandise Mart et sorti en 1956 présenta différents aspects du bâtiment dont son histoire, son architecture et couvrait en détail son fonctionnement et ses opérations.
- Lorsque la National Broadcasting Company (NBC) présenta le talk-show Late Night with David Letterman à Chicago au cours de la première semaine de mai 1989, David Letterman appela le Merchandise Mart Hall of Fame « le Pez Hall of Fame »[31] parce que la disposition des bustes au sommet des hauts piédestaux verticaux rappellent les distributeurs de bonbons de la célèbre entreprise de confiserie autrichienne PEZ.
- Dans le film Le Fugitif (The Fugitive) réalisé par Andrew Davis et sorti en 1993, l'équipe d'enquêteurs de l'unité des marshals des États-Unis de Chicago, dirigée par le Marshal Samuel Gerard (interprété par Tommy Lee Jones) localisent l'emplacement de Richard Kimble (interprété par Harrison Ford) lorsqu'ils entendent un conducteur d'une rame du métro de Chicago annoncer : « Prochain arrêt, Merchandise Mart » en arrière-plan d'un appel téléphonique enregistré[32].
- Dans le roman Divergente 2 (Insurgent) de l'écrivaine américaine Veronica Roth et paru en 2012, le bâtiment est décrit comme le quartier général de Candor.

## Galerie d'images

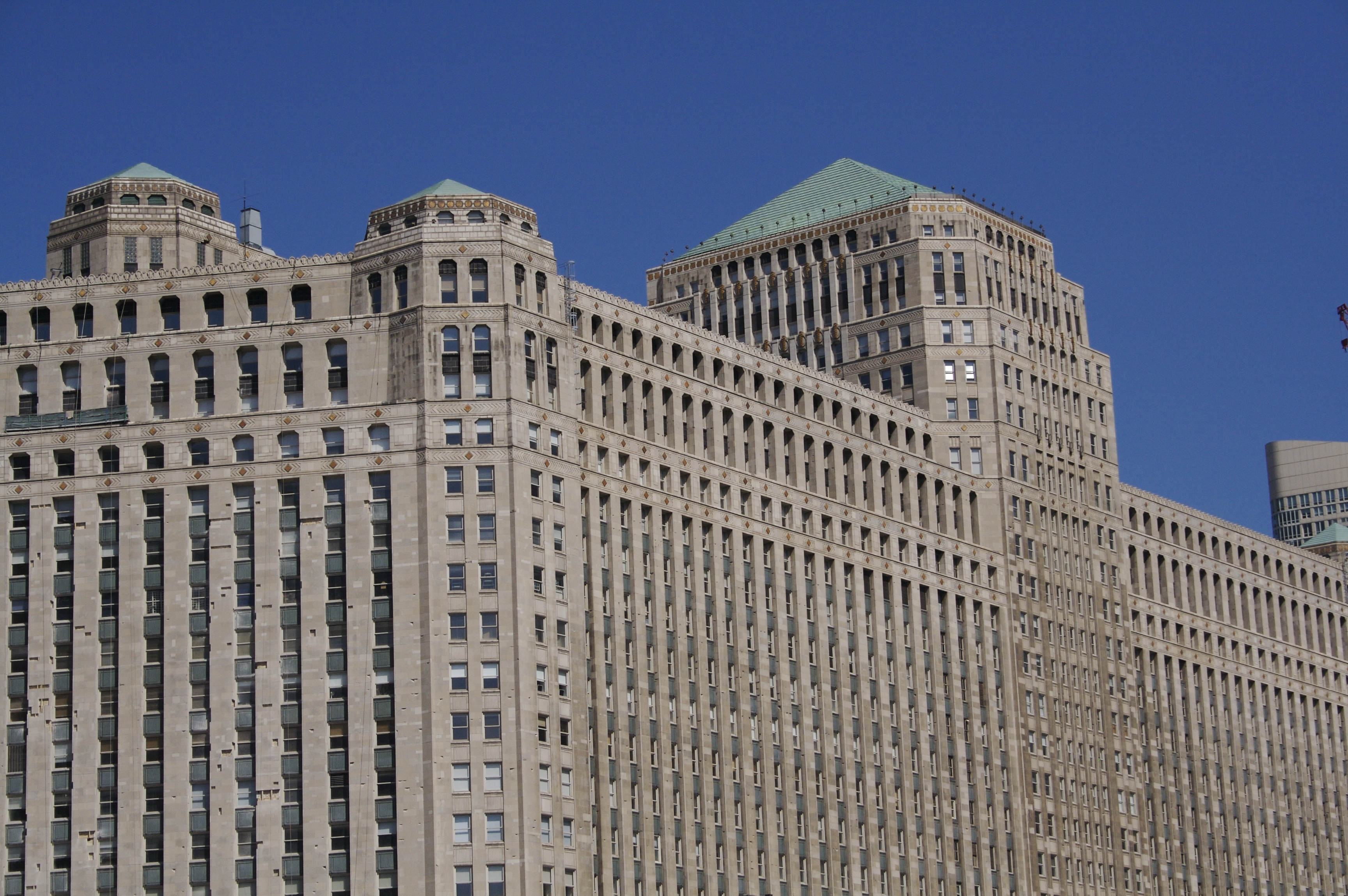
Détails de la façade.
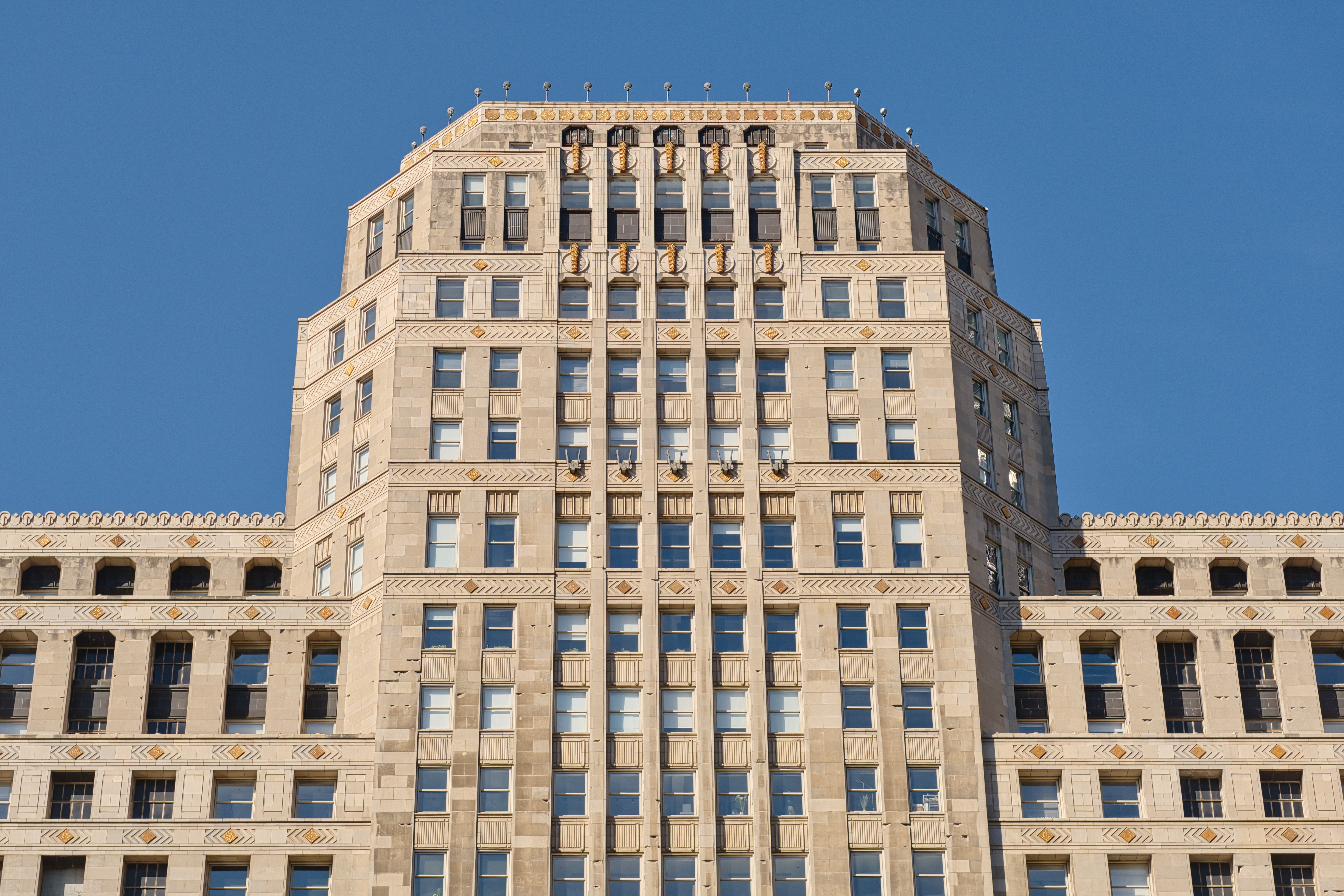
Détails de la tour centrale.
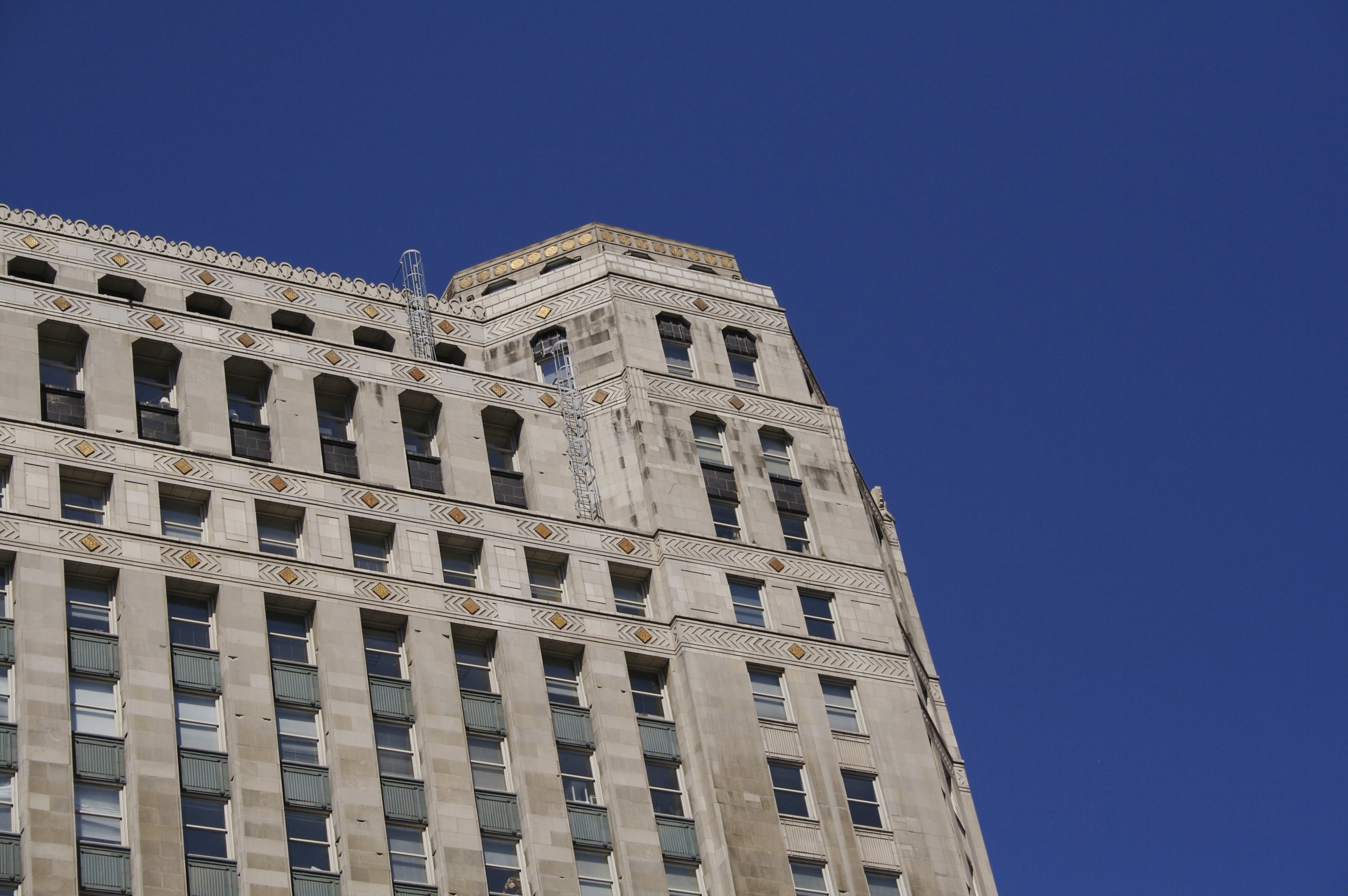
Détails de la façade.
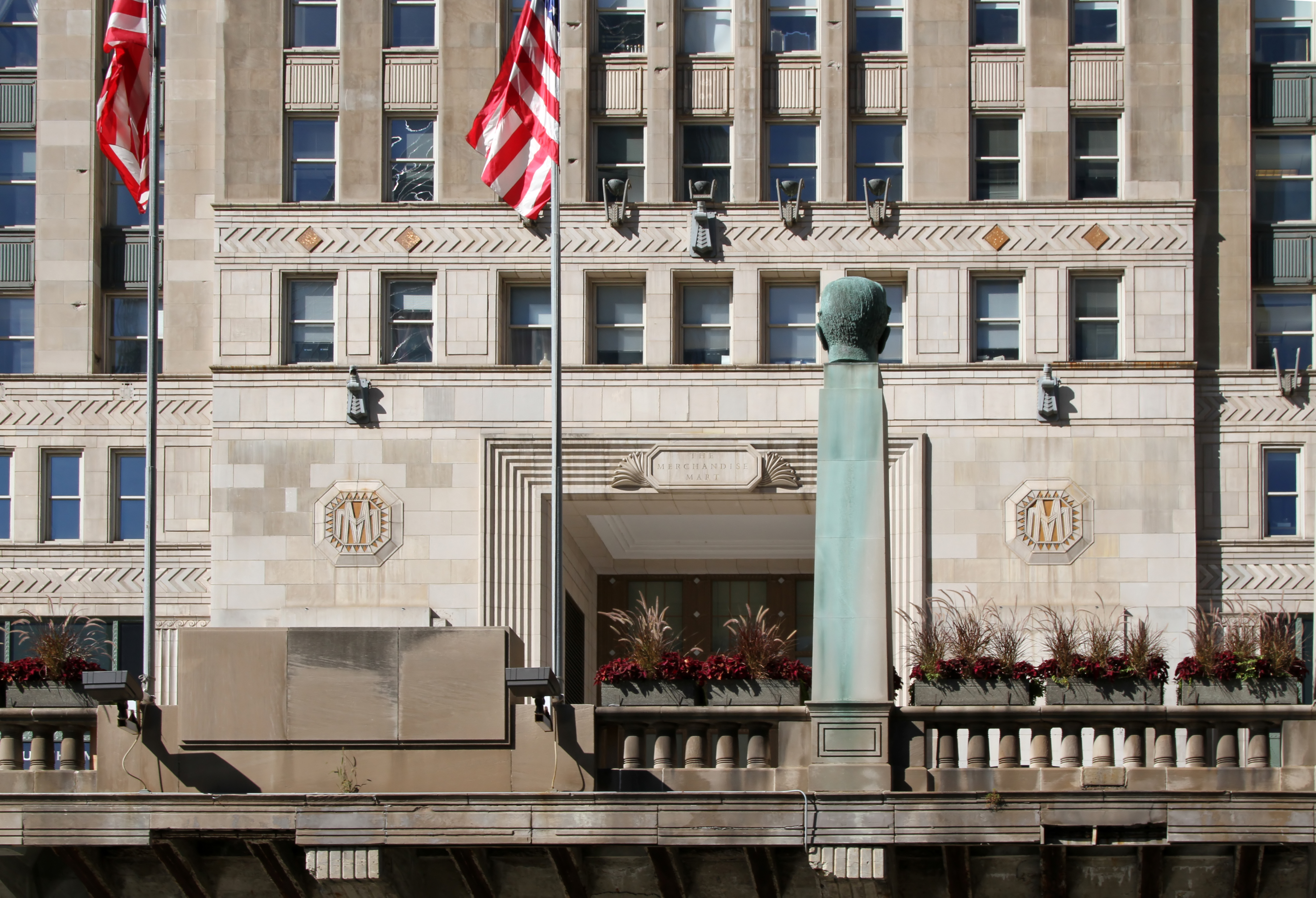
Entrée sud.
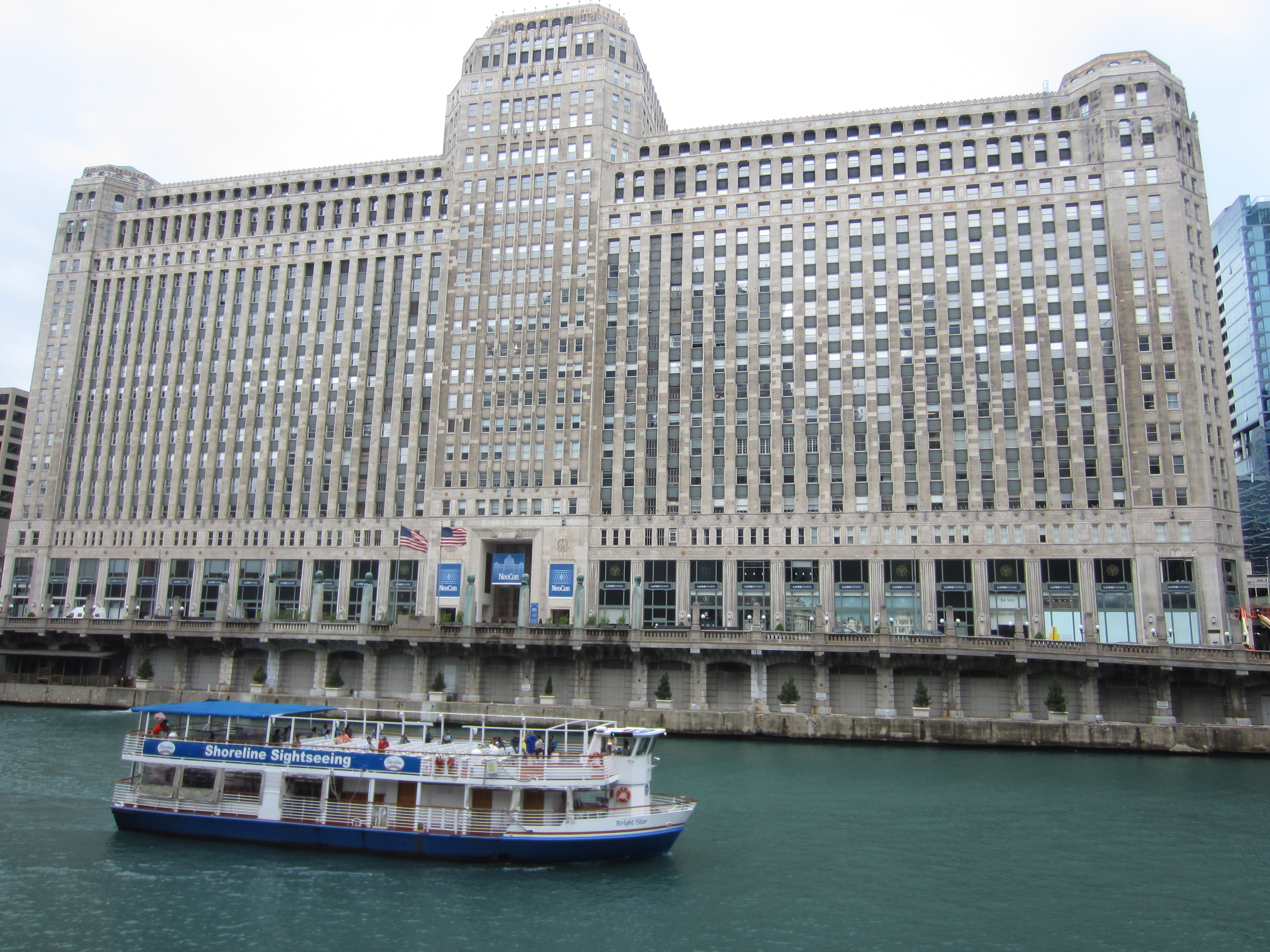
La rivière Chicago.
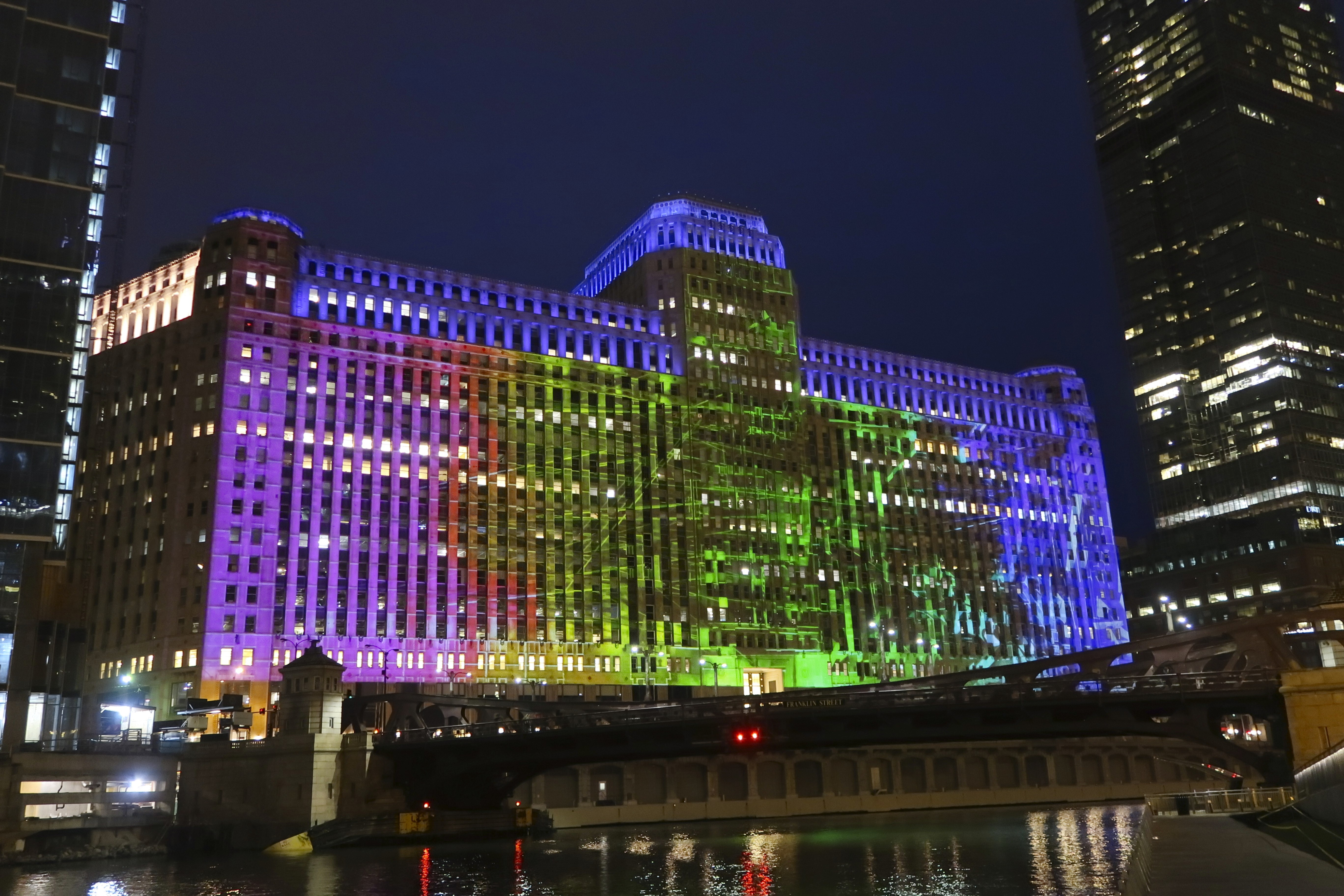
Le bâtiment de nuit.
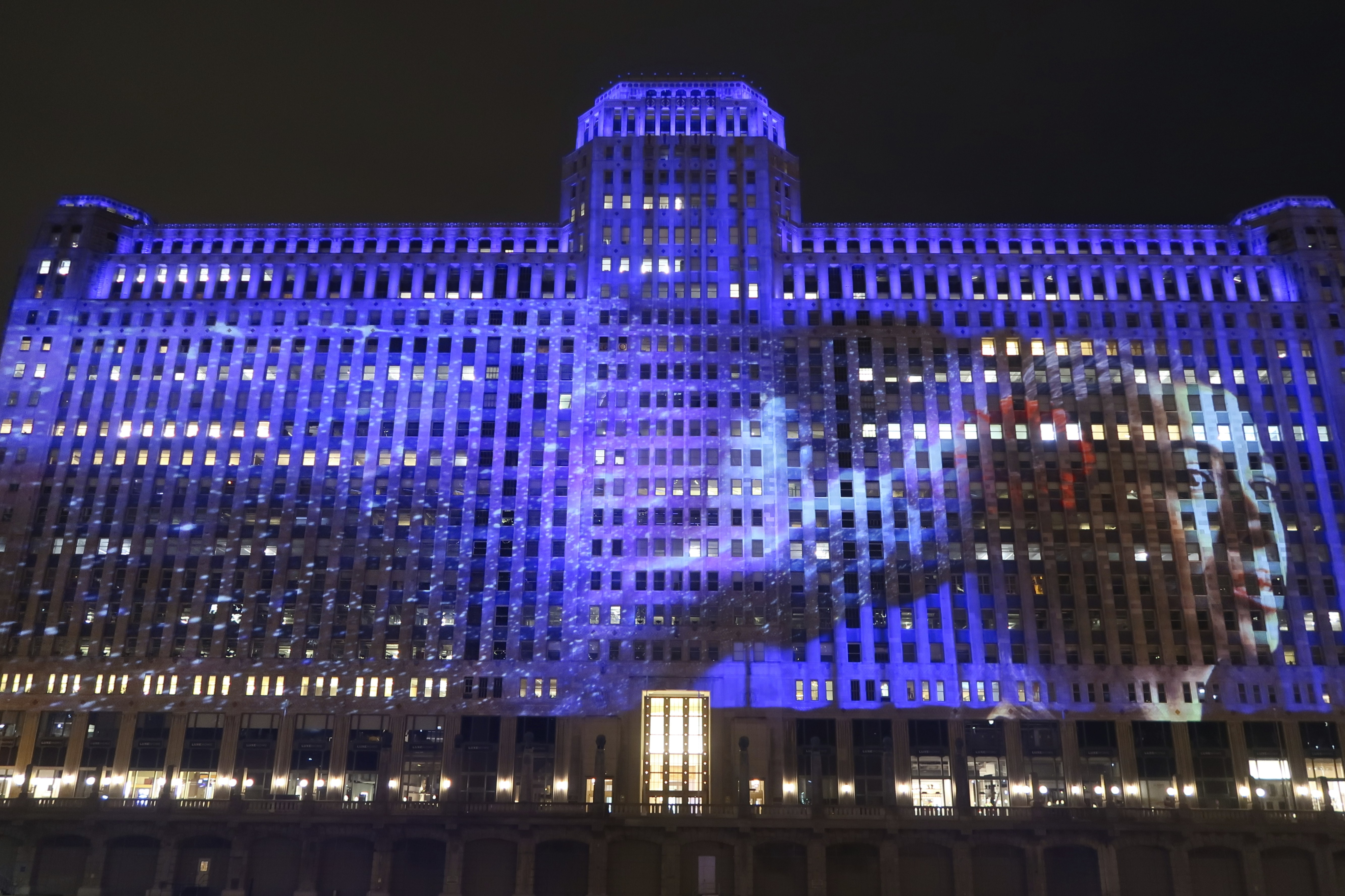
Illuminations.
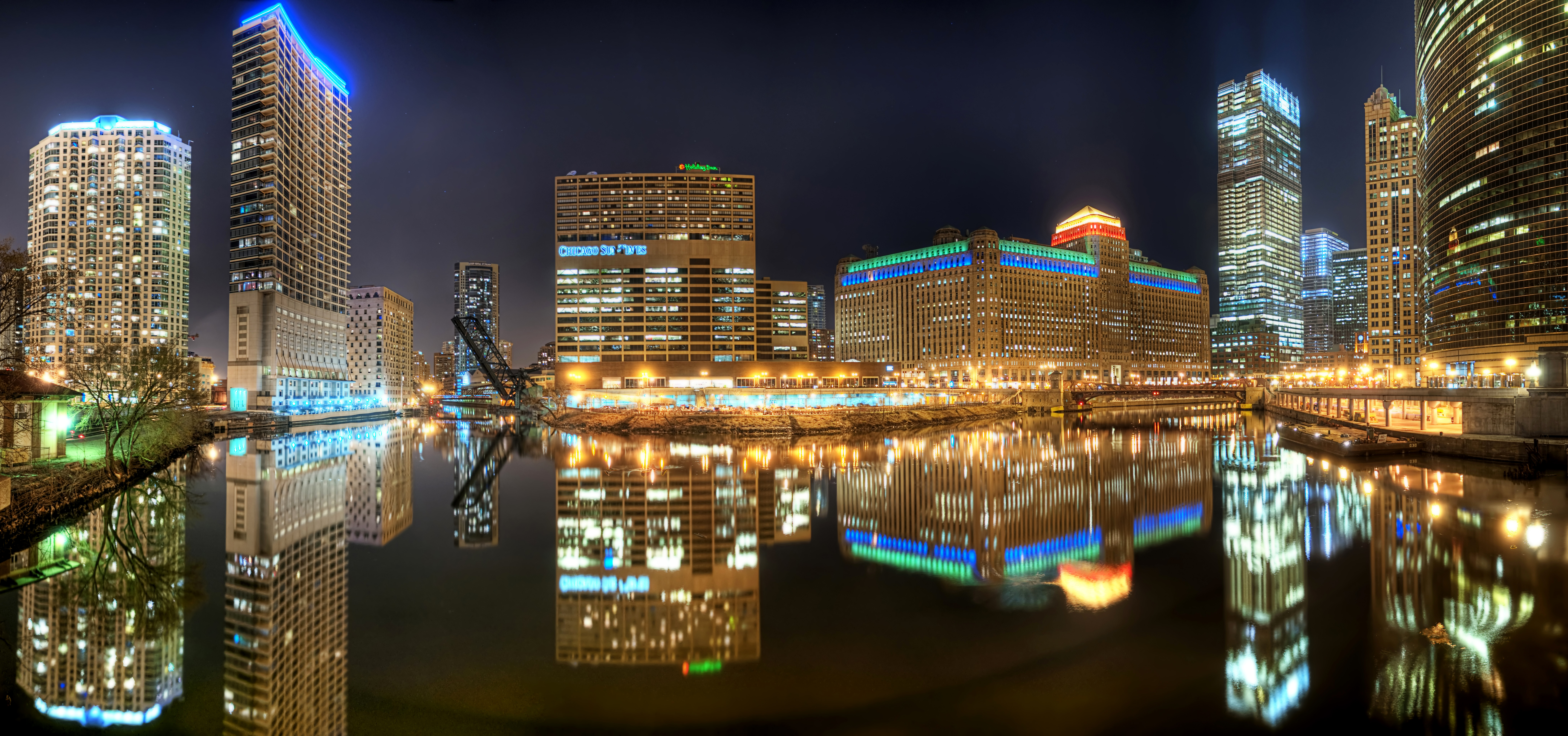
Vue sur le quartier de Wolf Point.